# カルロス・サンタ
カルロス・サンタ（Carlos Yohelin Santa Ramírez、1978年1月7日 ‐ ）は、ドミニカ共和国・アスア出身で短距離走が専門の陸上競技選手。400mの屋外で45秒05、室内で45秒96の自己ベストを持つ、室内400mの元ドミニカ共和国記録保持者。2008年バレンシア世界室内選手権男子4×400mリレーの銅メダリストである。
ルゲリン・サントス（2012年ロンドンオリンピック男子400mの銀メダリスト）登場以前のドミニカ共和国を代表するロングスプリンター。個人種目の400mではオリンピックと世界選手権を通じて、メダルはおろか決勝に進出したこともないが、2004年アテネオリンピックで準決勝3組4着、2005年ヘルシンキ世界選手権で準決勝1組4着と、世界大会の決勝へあと1歩に迫った。これは、ルゲリン・サントスが2012年ロンドンオリンピックと2013年モスクワ世界選手権で決勝に進出するまで、オリンピックと世界選手権の400mにおけるドミニカ共和国勢の最高成績だった。

## 経歴
2002年5月のイベロアメリカ選手権男子400mを45秒69で制し、主要国際大会の初タイトルを獲得した。
2002年12月の中央アメリカ・カリブ海競技大会男子400mを45秒83で制し、中央アメリカ・カリブ地域の初タイトルを獲得。3走を務めた男子4×400mリレーも3分04秒15のドミニカ共和国記録（当時）を樹立しての優勝に貢献し、大会2冠を達成した。
2003年8月のパリ世界選手権男子400m予選を45秒89で突破し、世界大会で初めて準決勝に進出したが、準決勝では45秒43の自己ベスト（当時）をマークしたものの敗退した。
2004年8月のイベロアメリカ選手権男子400mを45秒05の自己ベストで制し、大会2連覇を達成した。
2004年8月のアテネオリンピック男子400mで初めて準決勝に進出したが、準決勝は45秒58の組4着（全体13位）で敗退した。
2005年8月のヘルシンキ世界選手権男子400mで2大会連続となる準決勝に進出した。準決勝では組2着までに入るか、組3着以下のタイム上位2名が決勝に進出できたが、結果は46秒07の組4着（全体9位）に終わり、全体8位の選手とは0秒01差で惜しくも決勝進出を逃した。
2008年3月のバレンシア世界室内選手権男子4×400mリレー決勝でドミニカ共和国チーム（アリスメンディ・ペゲロ、サンタ、ペドロ・メヒア、ジョエル・タピア）の2走を務め、3分07秒77のドミニカ共和国記録（当時）を樹立しての銅メダル獲得に貢献した。これは全ての種目を通じて、世界室内選手権でドミニカ共和国が獲得した初のメダルとなった。

## 自己ベスト
記録欄の（　）内の数字は風速（m/s）で、+は追い風を意味する。
| 種目 | 記録          | 年月日        | 場所       | 備考                 |
| 屋外 | 屋外          | 屋外          | 屋外       | 屋外                 |
| ---- | ------------- | ------------- | ---------- | -------------------- |
| 100m | 10秒45 (+0.8) | 2006年7月5日  | ガンディア |                      |
| 200m | 20秒70 (+0.8) | 2006年7月5日  | ガンディア |                      |
| 400m | 45秒05        | 2004年8月7日  | ウエルバ   |                      |
| 室内 |               |               |            |                      |
| 200m | 21秒35        | 2008年1月12日 | バレンシア |                      |
| 400m | 45秒96        | 2005年2月24日 | マドリード | 元ドミニカ共和国記録 |

## 主要大会成績
備考欄の記録は当時のもの
| 年   | 大会                                     | 場所             | 種目    | 結果    | 記録            | 備考                          |
| ---- | ---------------------------------------- | ---------------- | ------- | ------- | --------------- | ----------------------------- |
| 1996 | 中央アメリカ・カリブ ジュニア選手権 (en) | サンサルバドル   | 400m    | 3位     | 47秒19          |                               |
| 1996 | 中央アメリカ・カリブ ジュニア選手権 (en) | サンサルバドル   | 4x100mR | 4位     | 41秒57 (3走)    |                               |
| 1996 | 中央アメリカ・カリブ ジュニア選手権 (en) | サンサルバドル   | 4x400mR | 2位     | 3分13秒99 (1走) |                               |
| 1997 | 世界室内選手権                           | パリ             | 200m    | 予選    | DNS             |                               |
| 1997 | パンアメリカン ジュニア選手権 (en)       | ハバナ           | 400m    | 3位     | 46秒59          |                               |
| 1997 | パンアメリカン ジュニア選手権 (en)       | ハバナ           | 4x100mR | 5位     | 41秒15 (3走)    |                               |
| 1997 | パンアメリカン ジュニア選手権 (en)       | ハバナ           | 4x400mR | 5位     | 3分12秒32 (4走) |                               |
| 1999 | 世界室内選手権                           | 前橋             | 400m    | 予選    | 47秒56          |                               |
| 1999 | パンアメリカン競技大会 (en)              | ウィニペグ       | 400m    | 予選    | 46秒26          |                               |
| 1999 | パンアメリカン競技大会 (en)              | ウィニペグ       | 4x400mR | 6位     | 3分05秒19 (3走) |                               |
| 1999 | 世界選手権                               | セビリア         | 400m    | 1次予選 | 46秒80          |                               |
| 2000 | オリンピック                             | シドニー         | 400m    | 1次予選 | 46秒40          |                               |
| 2001 | 中央アメリカ・カリブ選手権 (en)          | グアテマラシティ | 400m    | 準決勝  | DNF             |                               |
| 2001 | 中央アメリカ・カリブ選手権 (en)          | グアテマラシティ | 4x400mR | 6位     | 3分09秒46 (4走) |                               |
| 2002 | イベロアメリカ選手権 (en)                | グアテマラシティ | 400m    | 優勝    | 45秒69          |                               |
| 2002 | 北中米カリブU25選手権 (en)               | サンアントニオ   | 400m    | 4位     | 45秒77          |                               |
| 2002 | 北中米カリブU25選手権 (en)               | サンアントニオ   | 4x100mR | 5位     | 40秒29 (4走)    |                               |
| 2002 | 中央アメリカ・カリブ海 競技大会 (en)     | サンサルバドル   | 400m    | 優勝    | 45秒83          | ドミニカ共和国記録            |
| 2002 | 中央アメリカ・カリブ海 競技大会 (en)     | サンサルバドル   | 4x400mR | 優勝    | 3分04秒15 (3走) | ドミニカ共和国記録            |
| 2003 | パンアメリカン競技大会 (en)              | サントドミンゴ   | 400m    | 6位     | 45秒85          |                               |
| 2003 | パンアメリカン競技大会 (en)              | サントドミンゴ   | 4x400mR | 3位     | 3分02秒02 (2走) | ドミニカ共和国記録            |
| 2003 | 世界選手権                               | パリ             | 400m    | 準決勝  | 45秒43          | 自己ベスト                    |
| 2003 | 世界選手権                               | パリ             | 4x400mR | 予選    | DQ (2走)        |                               |
| 2004 | イベロアメリカ選手権 (en)                | ウエルバ         | 400m    | 優勝    | 45秒05          | 自己ベスト                    |
| 2004 | オリンピック                             | アテネ           | 400m    | 準決勝  | 45秒58          |                               |
| 2005 | 世界選手権                               | ヘルシンキ       | 400m    | 準決勝  | 46秒07          |                               |
| 2005 | 世界選手権                               | ヘルシンキ       | 4x400mR | 予選    | 3分03秒57 (2走) |                               |
| 2005 | ワールドアスレチック ファイナル (en)     | モナコ           | 400m    | 6位     | 45秒06          |                               |
| 2006 | 世界室内選手権                           | モスクワ         | 400m    | 準決勝  | 47秒11          |                               |
| 2006 | 世界室内選手権                           | モスクワ         | 4x400mR | 5位     | 3分08秒47 (4走) |                               |
| 2006 | 中央アメリカ・カリブ海 競技大会 (en)     | カルタヘナ       | 200m    | 6位     | 21秒14 (+1.1)   |                               |
| 2006 | 中央アメリカ・カリブ海 競技大会 (en)     | カルタヘナ       | 400m    | 4位     | 45秒65          |                               |
| 2006 | 中央アメリカ・カリブ海 競技大会 (en)     | カルタヘナ       | 4x400mR | 3位     | 3分03秒25 (3走) |                               |
| 2006 | ワールドカップ (en)                      | アテネ           | 4x400mR | 2位     | 3分00秒14 (3走) | アメリカ大陸代表 (混成チーム) |
| 2007 | 北中米カリブ選手権 (en)                  | サンサルバドル   | 4x400mR | 3位     | 3分04秒96 (1走) |                               |
| 2007 | パンアメリカン競技大会 (en)              | リオデジャネイロ | 400m    | 準決勝  | 47秒45          |                               |
| 2007 | パンアメリカン競技大会 (en)              | リオデジャネイロ | 4x400mR | 3位     | 3分02秒48 (1走) |                               |
| 2007 | 世界選手権                               | 大阪             | 400m    | 予選    | 45秒99          |                               |
| 2007 | 世界選手権                               | 大阪             | 4x400mR | 7位     | 3分03秒56 (3走) |                               |
| 2008 | 世界室内選手権                           | バレンシア       | 400m    | 予選    | 48秒10          |                               |
| 2008 | 世界室内選手権                           | バレンシア       | 4x400mR | 3位     | 3分07秒77 (2走) | ドミニカ共和国記録            |
| 2008 | オリンピック                             | 北京             | 4x400mR | 予選    | 3分04秒31 (1走) |                               |